# ستيف فرانك
ستيف فرانك (بالإنجليزية: Steve Frank)‏ (2 مايو 1948 بسانت لويس في الولايات المتحدة - ) هو محامي ولاعب كرة قدم أمريكي في مركز الوسط. شارك مع منتخب الولايات المتحدة لكرة القدم. أما مع النوادي، فقد لعب مع سانت لويس ستارز وSaint Louis Billikens men's soccer ‏.

## وصلات خارجية
- ستيف فرانك على موقع ناشيونال فوتبول تيمز (الإنجليزية)